# Vĩnh Nhân

Vĩnh Nhân (tiếng Trung: 永仁县, Hán Việt: Vĩnh Nhân huyện) là một huyện thuộc Châu tự trị dân tộc Di Sở Hùng (楚雄彝族自治州) tại tỉnh Vân Nam, Cộng hòa Nhân dân Trung Hoa. Huyện này có diện tích 2189 km2, dân số năm 2002 là 100.000 người. Huyện lỵ tại trấn Vĩnh Định.

## Các đơn vị hành chính
Huyện Tường Vân quản lý các đơn vị hành chính sau:
- Các trấn: Vĩnh Định (永定镇) và Trung Hòa (中和镇)
- Các hương: Liên Trì (莲池乡)、Nghị Tựu (宜就乡)、Mãnh Hổ (猛虎乡)、Vĩnh Hưng (永兴乡) và Duy Đích (维的乡).